# Танер Олмез
Танер Олмез (тур. Taner Ölmez, нар. 9 серпня 1986, Тунджелі, Туреччина) — турецький актор. Був солістом гурту «Барабар».

## Кар'єра
Акторську кар'єру розпочав у 2009 році. Його першим проєктом був «Kayıp Şehir», у якому він зіграв роль Садика. Актор став популярним завдяки проєкту «Медцезір», в якому він зіграв Мерта Асима Сереза. Разом із колегою Медцезір Хазаром Ергючлю він грав у сюрреалістичних комедійному серіалі «Dudullu Postası» та фантастичному серіалі «Hakan: Muhafız».
Олмез також відомий тим, що зіграв Алі Вефу в медичному серіалі «Mucize Doktor».
Актор знявся разом зі своєю дружиною Едже Чешміоглу у серіалі Величне століття. Нова володарка and «Yüz Yüze». Також знявся у детективних драмах «Алеф» і «Чиплак Герчек».

## Фільмографія
| Телесеріали     | Телесеріали                      | Телесеріали                          | Телесеріали     |
| Рік             | Назва                            | Роль                                 | Примітка        |
| --------------- | -------------------------------- | ------------------------------------ | --------------- |
| 2024 рік        | Геній                            | Джесун Каран                         | Головна роль    |
| 2019 рік        | Жінка                            | Алі Вефа                             | Гостьова роль   |
| 2019–2021 роки  | Муцизе Доктор                    | Алі Вефа                             | Головна роль    |
| 2017 рік        | Юз Юзе                           | Алеко                                | Головна роль    |
| 2016 рік        | Величне століття. Нова володарка | Осман II                             | Головна роль    |
| 2013–2015 роки  | Медцезір                         | Мерт Асим Серез                      | Головна роль    |
| 2013 рік        | Татарський Рамазан               | Чобан Ахмет                          | Гостьова роль   |
| 2013 рік        | Чиплак Герчек                    | Деніз Баран                          | Гостьова роль   |
| 2012 рік        | Kayıp Şehir                      | Садик Топташ                         | Головна роль    |
| 2011 рік        | İstanbul'un Altınları            | Мустафа                              | Головна роль    |
| 2010 рік        | Ашк ве Чеза                      | Молодий Явуз Моран                   | Гостьова роль   |
| 2009 рік        | Kül ve Ateş                      | Джемаль                              | Гостьова роль   |
| 2009-2010 роки  | Kapalı Çarşı                     | Gıyabettin                           | Другорядна роль |
| Веб-серіали     |                                  |                                      |                 |
| Рік             | Назва                            | Роль                                 | Примітка        |
| 2023 рік        | Яратилан                         |                                      |                 |
| 2022 рік        | Алеф                             | Çınar                                |                 |
| 2020 рік        | Хакан: Мухафіз                   | Бурак                                |                 |
| 2019 рік        | Ічтен Сеслер Коросу              | Аяз                                  |                 |
| 2018 рік        | Dudullu Postası                  | Тайфур Джем                          |                 |
| Фільми          |                                  |                                      |                 |
| Рік             | Назва                            | Роль                                 | Примітка        |
| 2019 рік        | Dumlupınar: Vatan Sağ Olsun*     | *Тільки трейлер                      |                 |
| 2018 рік        | Мюслюм                           | Ахмет Акбаш                          |                 |
| 2018 рік        | Герчек Кесіт: Маняк              | Клієнт магазину килимів (одна поява) |                 |
| 2017 рік        | Kırık Kalpler Bankası            | Осман                                |                 |
| 2013 рік        | Маві Далга                       |                                      |                 |
| 2012 рік        | Узун Хікає                       | Celal                                |                 |
| 2009 рік        | Sırlar Dünyası — Çete            | Самі (епізод серіалу фільмів)        |                 |
| Короткометражні |                                  |                                      |                 |
| Рік             | Назва                            | Роль                                 | Примітка        |
| 2020 рік        | 25 літрів: Suyun Peşinde         | зіграв сам себе                      |                 |
| 2018 рік        | Зор Йол (Важкий шлях)            | Втікач                               |                 |
| Театральні ролі |                                  |                                      |                 |
| Рік             | Назва                            | Роль                                 | Примітка        |
| 2017 рік        | Семавер ве Кумпанья              |                                      |                 |
| 2017 рік        | Boş Şehir                        | Геро                                 |                 |
| 2014 рік        | Катіл Джо                        | Кріс Сміт                            |                 |
| 2011 рік        | Аут                              | Боза                                 |                 |
| 2010 рік        | Çatı                             | Кузей                                |                 |

## Дискографія
| Гурт    | рік  | Альбом        | Альбом        |
| ------- | ---- | ------------- | ------------- |
| Барабар | 2019 | Мемлекет Нере | Мемлекет Нере |